# Callum Connolly
Callum Connolly (Liverpool, 23 september 1997) is een Engels voetballer die bij voorkeur als vleugelverdediger speelt. Hij stroomde in 2016 door vanuit de jeugd van Everton.

## Clubcarrière
Connolly werd geboren in Liverpool en sloot zich aan in de jeugdopleiding van Everton. Op 3 maart 2016 werd hij voor een maand verhuurd aan Barnsley. Twee dagen later debuteerde hij in de Football League One tegen Walsall. Op 16 april 2016 debuteerde hij onder coach Roberto Martínez in de Premier League. In het duel met Southampton viel de middenvelder na 83 minuten in voor Darron Gibson. Everton speelde 1–1 gelijk voor eigen publiek na treffers van Ramiro Funes Mori en Sadio Mané.

## Interlandcarrière
Connolly speelde acht interlands voor Engeland –18, waarin hij driemaal scoorde. In 2015 debuteerde hij voor Engeland –19.